# Српски језик у Хрватској
Српски језик је један од службено признатих мањинских језика у Хрватској. Првенствено га користе Срби у Хрватској. Устав Хрватске, Уставни закон Хрватске о правима националних мањина, Закон о образовању на језику и писму националних мањина и Закон о употреби језика и писма националних мањина дефинишу јавну суслужбену употребу српског језика у Хрватској. Већина Срба у Хрватској користи ијекавски изговор прасловенског самогласника јат осим у Подунављу у Вуковарско-сремској и Осјечко-барањској жупанији где локално српско становништво користи екавски изговор. Досељеници у Подунавље, који су дошли из Босне, Далмације или Западне Славоније, након Другог светског рата и рата у Хрватској, или користе свој изворни ијекавски изговор, усвојени екавски изговор или оба у зависности од контекста. По попису становништва 2011. године већина Срба у Хрватској прогласила је хрватски стандардизовани варијетет као свој први језик при чему је ијекавски изговор увек био обавезан стандардни облик у хрватском. Док српски варијетет препознаје оба изговора као стандардни, екавски је чешћи јер је доминантан у Србији, док је ијекавски доминантан у Босни и Херцеговини, Црној Гори и Хрватској.

## Историја
Православна богослужбена књига Вараждински апостол из 1454. године представља најстарији сачувани текст на ћирилици са подручја данашње Хрватске. Хрватски уставни закон о правима националних мањина, један од само два уставна закона у земљи, ступио је на снагу 23. децембра 2002. године.
У априлу 2015. Комитет Уједињених нација за људска права позвао је хрватску владу да осигура право мањина да користе свој језик и писмо. У извештају се наводи питање употребе српске ћирилице у Вуковару и осталим општинама. Министар спољних послова Србије Ивица Дачић рекао је да његова земља поздравља извештај Комитета УН за људска права.

## Образовање српског језика
Највише школа са наставом на српском језику налази се у Вуковарско-сријемској и Осјечко-барањској жупанији на подручју бивше Источне Славоније, Барање и Западног Срема, где су права на образовање на језицима мањина била обезбеђена за време Прелазне управе Уједињених нација за источну Славонију, Барању и Западни Сирмијум на основу Ердутског споразума. Данас уз те школе постоји и Српска православна средња школа "Кантакузина Катарина Бранковић" у Загребу.
У школској 2010–2011. години вртиће, основне и средње школе на српском језику похађало је 3.742 ученика. Те године је образовање на српском језику пружало 59 образовних установа и у њима је радио 561 васпитач и наставник. У школској 2011–2012. години укупан број ученика био је 4.059 у 63 образовне установе иу њима је радило 563 васпитача и наставника. Број одељења или група у овом периоду повећан је са 322 на 353.
Као катедра на Катедри за јужнословенске језике Филозофског факултета Универзитета у Загребу има Катедру за српску и црногорску књижевност. Међу осталима, тадашњи предавачи српске књижевности на универзитету били су Антун Бараћ, Ђуро Шурмин и Армин Павић.

## Други облици културне аутономије
Разне мањинске организације користе српски језик у свом раду. Једна од њих, Удружење за српски језик и књижевност у Хрватској из Вуковара, непрофитна је организација која окупља научнике и техничке раднике у Републици Хрватској који се баве проучавањем и наставом српског језика и књижевности.

## Заједничка употреба на нивоу локалне самоуправе
Закон о употреби језика и писма националних мањина предвиђа обавезну суслужбену употребу мањинских језика у општинама у Хрватској у којима је најмање једна трећина припадника националне мањине. Општине Двор, Вргинмост, Јагодњак, Шодоловци, Борово, Трпиња, Маркушица, Негославци, Бискупија, Ервеник, Кистање, Грачац, Удбина, Врбовско, Доњи Кукурузари, Ердут и Вуковар, дужне су да равноправно признају закон службена употреба српског језика и српске ћирилице. Спровођење закона наилази на велики отпор већинског дела становништва, посебно у случају Вуковара где је 2013. довео до антићириличних протеста у Хрватској.
| Место             | Популација (2011) | Проценат мањине (2011) |
| ----------------- | ----------------- | ---------------------- |
| Врбовско          | 5,076             | 35,22%                 |
| Вуковар           | 27,683            | 34,87%                 |
| Бискупија         | 1,699             | 85,46%                 |
| Борово            | 5,056             | 89,73%                 |
| Цивљане           | 239               | 78,66%                 |
| Доњи Кукурузари   | 1,634             | 34,82%                 |
| Двор              | 6,233             | 71,90%                 |
| Ердут             | 7,308             | 54,56%                 |
| Ервеник           | 1 105             | 97,19%                 |
| Грачац            | 4,690             | 45,16%                 |
| Вргинмост         | 2,970             | 66,53%                 |
| Јагодњак          | 2,040             | 65,89%                 |
| Кистање           | 3,481             | 62,22%                 |
| Крњак             | 1,985             | 68,61%                 |
| Маркушица         | 2.576             | 90,10%                 |
| Негославци        | 1.463             | 96,86%                 |
| Плашки            | 2,292             | 45,55%                 |
| Шодоловци         | 1,653             | 82,58%                 |
| Трпиња            | 5,572             | 89,75%                 |
| Удбина            | 1,874             | 51,12%                 |
| Војнић            | 4,764             | 44,71%                 |
| Врховине          | 1,381             | 80,23%                 |
| Доњи Лапац        | 2,113             | 80,64%                 |
| Кнежеви Виногради | 4,614             | 18.43%                 |
| Нијемци           | 4,705             | 10,95%                 |